# Sur←
『sur←』（ルーシュ）は、日本の歌手である沢田研二の32作目となるオリジナル・アルバム。
1995年12月13日に東芝EMI／イーストワールドよりリリース、2003年、JULIE LABELより再発された。

## 解説
本作のタイトルは「sur（シュール）」を「←（左）」、即ち反対から読む意味で「ルーシュ」と読む（正確なデザインは「sur」の上に「←」が乗っている）。
コンセプトは「シュールな歌謡曲」であり、ジャケットは早川タケジのデザインによる。
1972年発売の4thアルバム『JULIE IV 今僕は倖せです』以来、実に23年ぶりとなる沢田研二セルフプロデュース作品。本作以降、沢田のアルバムは全てセルフプロデュースとなる。
本作では大村憲司、白井良明、小林信吾、朝本浩文など多くのミュージシャンを起用し、多彩な音色を構築している。また井上堯之が1曲提供している。
『A SAINT IN THE NIGHT』『Beautiful World』で全詞を書いた覚和歌子が3年ぶりに詞を提供した。以後、2005年のアルバム『greenboy』まで沢田の作品には欠かせない存在となる。2008年に開催された「人間60年・ジュリー祭り」では、安井かずみ作品と並ぶ7作品が歌われた。

## 収録曲
1. sur←
  - 作詞:覚和歌子／作曲・編曲:大村憲司
2. 緑色の部屋
  - 作詞:朝水彼方／作曲・編曲:朝本浩文
3. ZA ZA ZA
  - 作詞:朝水彼方／作曲:吉田光／編曲:小林信吾
4. 恋がしたいな
  - 作詞:覚和歌子／作曲:吉田光／編曲:大村憲司
  - 「あんじょうやりや」のカップリング曲。
5. 時計／夏がいく
  - 作詞:西尾佐栄子／作曲:沢田研二／編曲:白井良明
6. さよならを待たせて
  - 作詞:覚和歌子／作曲:八島順一／編曲:小林信吾
7. あんじょうやりや
  - 作詞:西尾佐栄子／作曲:野田晴彦／編曲:白井良明
8. 君が嫁いだ景色
  - 作詞:沢田研二／作曲:井上堯之／編曲:大村憲司
9. 泥棒
  - 作詞:朝水彼方／作曲:八島順一／編曲:大村憲司
10. 銀の骨
  - 作詞:覚和歌子／作曲・編曲:白井良明